# Operation Ariel

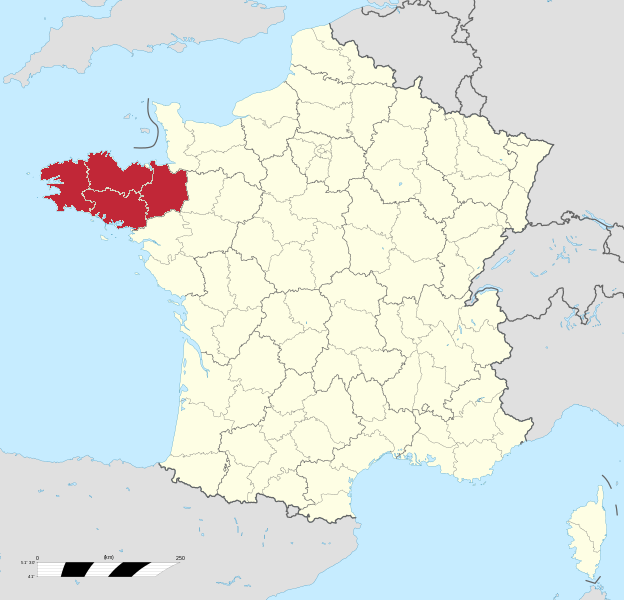
Karta som visar de delar av Bretagne i Frankrike varifrån allierade styrkor evakuerades under Operation Ariel

Operation Ariel var kodnamnet för den evakuering under andra världskriget av brittiska, kanadensiska och polska styrkor från västra Frankrike efter det franska nederlaget i maj 1940. Omkring 215 000 soldater evakuerades. Operation Ariel är mindre känd än evakueringen från Dunkerque, kallad Operation Dynamo, och de allierade led färre förluster. Vid bombningen och sänkningen av trupptransportfartyget RMS Lancastria omkom dock mellan 3500 och 4000 soldater, vilket är Storbritanniens värsta sjökatastrof någonsin.